# KOBE CHIBEN
KOBE CHIBEN是一支日本业余棒球队。由鈴木一朗退役后组建。
KOBE CHIBEN的成員主要是曾經與一朗一同進行訓練的人，也有年紀長於一朗，甚至沒有棒球經驗的人。隊名則來源於和歌山县的智辯學園（智辯学園）。
2019年12月1日，KOBE CHIBEN首次公開比賽，對手是和歌山中學的教職員隊。一朗捨棄自己長期的51號球衣，改披1號上場。他是先發第9棒，兼任投手，這使他回到高中時期的投打二刀流身分。在這場以壘球進行的比賽中，一朗以131球完投9局，率隊以14比0大勝，此外還打出3支安打。賽後，他表示，壘球是提高棒球技術的好方法，他認為學齡的孩童從事壘球運動是很有意義的。
2021年12月18日，KOBE CHIBEN與高中女子硬式棒球選拔隊進行比賽，KOBE CHIBEN以1比0獲勝，再次先發主投的鈴木一朗仍有最高135公里的球速。
2022年8月28日，一朗親自宣布了名投手松坂大輔即將入隊的訊息。松坂將擔任第四棒打者，投手則仍然是一朗本人。
2022年11月3日，系列賽首次在東京巨蛋舉行，KOBE CHIBEN再次獲勝，比數為7比1。松坂大輔在賽後表示，自己一直夢想與一朗同場比賽，但「沒想到機會來得這麼快」。
2023年11月21日，系列賽再次在東京巨蛋舉行，KOBE CHIBEN以4比0獲勝。
2024年9月23日，系列賽再次在東京巨蛋舉行，前讀賣巨人隊球員松井秀喜加入KOBE CHIBEN的陣容，擔任第四棒，守中外野，松坂大輔則改打第三棒，守左外野。這場比賽共有超過2萬8千人入場，一朗再次完投9局，KOBE CHIBEN以17比3大勝。松井秀喜除了在賽前熱身打出全壘打，也於正式比賽中在8局下半打出3分全壘打。

## 代表人物
- 鈴木一朗
- 松坂大輔
- 藤本博史
- 小齊祐輔
- 廣澤伸哉
- 松井秀喜

## 外部連結
- 2024年賽事的官方網站 （页面存档备份，存于）